# 테일즈 오브 레젠디아
《테일즈 오브 레젠디아》(テイルズ オブ レジェンディア, TALES OF LEGENDIA)는 일본에서는 2005년 8월 25일, 한국에서는 2005년 10월 11일에 자막 한글화, 음성 일본어로 출시된 남코(현·반다이 남코 게임즈)로부터 발매된 플레이스테이션 2용 롤플레잉 게임이다.

## 스토리
조술(爪術)이라 불리는 특수한 기술을 사용하는 소년 세넬 쿨릿지는 여동생인 셜리와 함께 작은 배를 타고 안개 낀 바다를 포류하고 있었다. 먹을 것도 체력도 한계에 다다른 상환에서 배는 폭풍에 휘말리고 둘은 어떤 거대한 섬에서 눈을 뜨게 된다. 도착한 그 섬은 수많은 식물이 자라고 있고 끝없이 펼쳐진 대지도 있었다. 그러나 그곳은 섬이 아닌 인위적으로 만들어진 거대한 배였으니...

## 캐릭터 소개

### 파티 캐릭터
세넬 쿨릿지(セネル・クーリッジ, Senel Coolidge)
성우:스즈무라 켄이치
아츠계 조술을 사용하는 젊은 격투가. 마물을 상대로 바다의 치안을 담당하는 마린트루퍼로 배의 조종이나 수영이 특기. 결정한 일은 무슨 일이 있어도 굽히지 않고 해내는 강한 의지의 소유자. 말보다 행동이 앞서가는 경향이 있다. 여동생 셜리와 바다를 포류하는 도중 유적석에 도착하게 되면서, 세계의 운명을 걸친 싸움에 말려 들어가게 된다.
셜리 펜네스(シャーリィ・フェンネス, Shirley Fennes)
성우:히로하시 료
본작의 히로인. 바닷물이나 바닷바람에 맞으면 컨디션이 무너지고 민물에 잠기면 회복되는 체질의 소유자. 세넬 오빠를 따르며 〈오빠(お兄ちゃん)〉라고 부르면서도 은밀한 연애 감정을 안고 있지만, 자신을 〈스텔라의 여동생〉으로만 보는 것을 아쉬워하고 있기에 그에게 다가가는 여성에게 질투심을 내비치는 등, 약간 독점욕이 강한 면도 볼 수 있다. 같은 세넬에 구상을 대고 있는 크로에와는 친구겸 라이벌. 파티에는 CQ개시시에 참가한다.
노마에는 〈리링(リッちゃん) 〉(영어에서는 Shirl), 모제스에는 〈이뿐이(嬢ちゃん)〉, 미미에는 〈여동생(妹)〉이라고 불린다.
실은 물의 민족의 지도자 메르네스. 자신이 이루는 역할을 무의식 중에 깨닫고 있어 스텔라의 죽음을 거쳐도 더 강해지는 세넬에의 구상으로부터 고뇌를 반복하고 있었지만, 성가드리아 왕국의 기사가 일으킨 사건을 계기로 메르네스로서 각성 해, 세넬들과 적대한다. 적으로 돌고 나서의 셜리는, 마우리츠에 의해서 세넬과 스텔라가 자신에게 비밀사항(어디까지나 셜리를 염려한 행위)을 하고 있었다고 하는 문제가 밝혀졌을 때, 세넬의 이야기를 잘 듣지 않고 물의 민족과 땅의 민족 전체의 문제에 옮겨놓아 반엉뚱한 화풀이와 같은 형태로 세계를 멸하려고 하는 등, 매우 불안정한 캐릭터로서 그려져 있다. 전술의 특이 체질은, 이전 메르네스 각성의 의식·신탁의 의식에 실패했을 때에 창아에 거절된 것이 원인이며, 후에 다시 신탁의 의식을 실시해, 메르네스로서 각성 한 것으로 증상은 사라졌다.
전투시에는 날개 펜을 이용하고 테르퀘스를 그려, 발사해 공격하는 것 외, 메르네스 각성 후에는 호흡계조술도 행사한다. 셜리가 사용하는 조술은 모두 고대 주문이라고 하는 취급이 되어 있어, 윌이나 노마와 동명의 호흡에서도 소비하는 TP와 위력이 큰폭으로 증가하고 있는 것 외, 연출도 다소 다르다. 성조술의 색은 비취를 닮은 물색.
성명“펜네스”는 고각어로 〈기도하는 사람〉의 뜻. 테르퀘스는 바다의 색에 가까운 파랑. 고유 칭호는 〈 - 소녀〉. 인형은 좌우에 꽃이 붙은 토끼. 이름의 유래는 영국의 작가 샤롯트·프론테의 〈셜리〉의 작중 인물로부터.
만화판에서는 셜리가 메르네스가 된 원인이 다르다.
윌 레이너드(ウィル・レイナード, Will Raynerd)
성우:치바 스스무
세넬과 셜리가 유적선에서 처음 만나게 되는 인물, 브레스계 조술을 사용한다. 유적선에 있는 등대의 마을 웨르테스에서 보안관을 하고 있으며 사람들로부터 두터운 신뢰를 얻고 있다. 단, 자기 자신은 보안관이 아닌 박물학자리고 주장하고 있다. 통솔력과 결단력이 뛰어나며 파티에서 연장자이기도 해 때로는 엄격하게, 때로는 부드럽게 파티를 이끄는 믿음직스러운 존재. 그런 그에게도 유일하다고 할 수 있는 약점이 있다는데 과연 그 약점이란......?
클로에 발렌스(クロエ・ヴァレンス, Chloe Valens)
성우:아사노 마스미
검을 매우 잘 다루는 아츠계 조술사 소녀. 발렌스 가문은 왕국의 명문기사 가문으로 널리 알려져 있기에 그러한 가문의 명예를 중히 여기고 기사로서의 올바른 도리를 지키려 한다. 다만 너무 지나친 것이 흠. 실은 속으로는 아주 평범한 사춘기 소녀의 마음을 가지고 있어 귀여운 면도 있다. 그녀가 유적선이 온 것은 누구에게도 말 못할 사정이 있어서인 듯하지만 그 목적을 그녀 자신이 말할 그런 날은 과연 올 것인지?
노마 비아티(ノーマ・ビアッティ, Norma Biatty)
성우:미즈하시 카오리
세넬 일행이 모험 도중에 만나게 되는 트레져 헌터. 브레스계 조술을 사용한다. 어떤 소원도 들어주는 기적의 보물인 에버라이트를 찾아 유적선에 왔다. 밝고 농담을 좋아하며 언제나 주위 사람을 놀리거나 때로는 스스로를 놀려가며 웃음꽃을 피워낸다. 하지만 때로는 모든 것을 꿰뚫고 있는 듯한 날카로운 발언을 하기도 해서 결코 바보취급만 할 수 없는 캐릭터이다. 주변 사람을 자기만의 별명으로 부른다.
모제스 샹도르(モーゼス・シャンドル, Moses Sandor)
성우:나카이 카즈야
투창으로 싸우는 아츠계 조술사. 마수사 일족 출신으로 가르프(늑대형 마수)인 기트를 항상 데리고 다닌다. 유적선에서는 산적단의 두목으로 알려져 있고 많은 부하를 거느리며 각지에서 사고를 치고 다니고 있다. 기트와 부하들을 가족으로 여기며 무슨 일이 있어도 지켜내야 할 존재, 무엇과도 바꿀 수 없는 존재라고 생각하고 있다. 보기에는 야만인 같지만 실은 인정 넘치고 잘 챙겨주는 성격이다. 또한 의외로 눈물이 많은 스타일이기도 하다.
제이(ジェイ, Jay)
성우:시라이시 료코
신출귀몰한 소년으로 아츠계의 조술을 사용한다. 언제나 냉정하게 판단하고 정보분석력이 뛰어나 참모적인 역할을 한다. 남을 비꼬거나 인정머리 없는 말투 등, 사교적인 성격이라고 보기는 힘들다. 하지만 특정 인물에게는 나이 또래의 소년과 같은 모습을 보이기도 한다. 어렸을 적부터 유적선에서 자랐기 때문에 유적선에 대해 깊은 애정을 가지고 있다.
그류네(グリューネ, Grune)
성우:카와스미 아야코
정체불명의 여성. 브레스계의 조술을 사용한다. 주위의 분위기에 상관없이 언제나 나사가 서너 개 풀린 듯한 말로 주변 사람들을 단숨에 맥빠지게 하는 특수능력을 가졌다. 기억상실증으로 자신의 이름만 기억하고 있지만 낙담하지 않고 언제나 방글방글 웃는다. 절대로 흥분하거나 동요하지 않아 둔감의 여왕이라고도 할 수 있다. 대단히 훌륭한 몸매의 소유자.

### 물의 민족
월터 퉤르퀘스(ワルター・デルクェス, Walter Delques)
성우:사쿠라이 타카히로
정체불명한 수수께끼의 청년. 어떤 목적을 가지고 있는지, 어디에 살고 있는지, 자세한 것은 아무도 모른다. 머리에 터번을 감는 등, 눈에 띄는 외관을 하고 있는 것부터, 거리 사람들 사이로, 그 존재가 소문이 되어 있다.“세넬”들이 유적선에 도착한 직후부터 셜리를 집요하게 노려, 동시에 세넬에 대해서 격렬하게 적개심을 태운다. 아츠계, 브레스계 양 계통의 조술을 폭 넓게 잘 다룬다.
마우리츠 웨르네스(マウリッツ・ウェルネス, Maurit Welnes)
성우:오오토모 류자부로
물의 민족의 장로적 존재.
스텔라 테르메스(ステラ・テルメス, Stellar Telmes)
성우:소노자키 미에
셜리의 언니.
페니모르 제르헤스(フェニモール・ゼルヘス, Fenimor Xelhes)
성우:코시미즈 아미
물의 민족 소녀.
튀라 웨르체스(テューラ・ウェルツェス, Thyra Welzes)
성우:코시미즈 아미
페니모르의 쌍둥이 동생.

### 쿠르잔드
바츨라프 볼라드(ヴァーツラフ・ボラド, Vaclav Bloud)
성우 : 코스기 쥬로타
20년 전, 쿠르잔드왕통국 독립 사단을 인솔해 처음으로 전장에 선다. 이래 무공을 거듭해 그 이름을 국내외에 올릴 수 있었다. 왕가의 장자는 아니지만, 실력에 의한 왕위찬탈을 겨냥하고 있었다. 부하에게〈트리플 카이츠〉라고 불리는 3명의 간부가 있다. 메르네스의 후예로 여겨지는 셜리를 노리고 있다.
멜라니(メラニィ, Melanie)
성우 : 사토 유코
바츨라브가 10년 전에 실전 투입한, 조술사 부대 대원의 혼자. 이래, 바츨라브가 인솔하는 독립 사단에서 계속 싸우고 간부에게 점점 올라 온다. 적을 아프게 하는 것에 기쁨을 느끼는 새디스트이기도 하다.
카쉘(カッシェル, Cashel)
성우 : 타카토 야스히로
바츨라프가 10년 전에 실전 투입한 조술사 부대 대원의 혼자. 이래, 바츨라프가 인솔하는 독립 사단에서 계속 싸우고 간부에게 올라 채운다. 첩보, 파괴, 테러등의 특수 임무를 주로 담당. 괴상한 성격.
스팅글(スティングル, Stingle)
성우 : 오오바 마히토
정체 불명의 가면 검사. 5년 전, 용병으로서 바츨라프군에 참가해, 이후 전공을 거듭해 트리플 카이츠의 일각에 열 다투어지게 되었다. 외양은, 또 평상시 본 모습을 숨기는 등 명백하게 스스로의 정체를 숨기고 있어서, 멜라니나 카쉘과의 사이는 그다지 좋지 않다.

## 평가
| 평가 |           |
| --- | --------- |
| 통합 점수 통합사 점수 게임랭킹스 73% [ 1 ] 메타크리틱 72 / 100 [ 2 ] 평론 점수 평론사 점수 에지 5 / 10 [ 3 ] EGM 6 / 10 [ 4 ] 패미츠 32 / 40 [ 5 ] 게임 인포머 7.25 / 10 [ 6 ] 게임 레볼루션 C [ 7 ] 게임프로 [ 8 ] 게임스팟 8 / 10 [ 9 ] 게임스파이 [ 10 ] 게임존 8.3 / 10 [ 11 ] IGN 7.7 / 10 [ 12 ] OPM (US) [ 13 ] The A.V. Club B+ [ 14 ] The New York Times (mixed) [ 15 ] |           |
| 통합 점수 |           |
| 통합사 | 점수      |
| 게임랭킹스 | 73%       |
| 메타크리틱 | 72 / 100  |
| 평론 점수 |           |
| 평론사 | 점수      |
| 에지 | 5 / 10    |
| EGM | 6 / 10    |
| 패미츠 | 32 / 40   |
| 게임 인포머 | 7.25 / 10 |
| 게임 레볼루션 | C         |
| 게임프로 | [ 8 ]     |
| 게임스팟 | 8 / 10    |
| 게임스파이 | [ 10 ]    |
| 게임존 | 8.3 / 10  |
| IGN | 7.7 / 10  |
| OPM (US) | [ 13 ]    |
| The A.V. Club | B+        |
| The New York Times | (mixed)   |